# Ассарат, Адитья
Адитья Ассарат (тайск. อาทิตย์ อัสสรัตน์, 1972, Бангкок) — тайский кинорежиссёр, сценарист и продюсер.

## Биография
В 1987 приехал на учебу в США. Изучал историю в Нью-Йоркском университете. Получил степень магистра в Киношколе Университета Южной Калифорнии (2000), сняв дипломную короткометражку Мотоцикл, за которую получил несколько международных премий. В 2006 вместе с друзьями основал продюсерскую компанию Pop Pictures.

## Фильмография
- 2000: Мотоцикл/ Motorcycle (по собственному сценарию, короткометражный; Золотой Хьюго МКФ в Чикаго, Золотые ворота МКФ в Сан-Франциско, премия Aspen Shortsfest, премия МФ короткометражных фильмов в Нью-Йорке и др.)
- 2002: 705 Sukumvit 55 (короткометражный документальный)
- 2002: Pru Raw Velvet: A Concert Documentary (документальный фильм о тайской рок-группе Pru)
- 2003: Ожидание/ Waiting (по собственному сценарию, короткометражный, премия за лучший фильм МФ азиатско-тихоокеанского короткометражного фильма в Барселоне, Cinemavvenire Award на МКФ в Турине)
- 2005: Три друга/ Ma-Mee (мокьюментари, коллективный проект)
- 2007: Чудесный город/ Wonderful Town (по собственному сценарию; премия жюри на Фестивале азиатского кино в Довиле, специальная премия жюри на МКФ в Лас-Пальмас, премия МКФ в Роттердаме и Пусане, премии за лучший сценарий и режиссуру Национальной киноассоциации Таиланда, специальный приз жюри «Серебряный абрикос» Ереванского кинофестиваля и ещё 6 номинаций)
- 2009: Sawasdee Bangkok (коллективный проект)
- 2009: Phuket (по собственному сценарию, короткометражный)
- 2010: Высшее общество/ Hi-so (номинация на главную премию МКФ в Лас-Пальмас)
- 2011: Pleng chat thai (короткометражный)
- 2013: Nan fang lai xin (коллективный проект)
- 2014: All Powerful! (короткометражный, номинация на Золотую жар-птицу МКФ в Гонконге)